# VIA CoreFusion
VIA CoreFusion (рус. Сплав ядер) — гибридный микропроцессор (APU), разработанный тайваньской компанией VIA Technologies. VIA CoreFusion сочетает в себе ядро процессора VIA Nehemiah и северный мост с интегрированной графикой.
Платформа «CoreFusion» доступна в двух конфигурациях: «Mark» и «Luke».
| Платформа | Диапазон тактовой частоты | Архитектура ядра | Кэш (L1/L2/L3) | Интегрированная графика | Поддержка памяти    | Энергопотребление (TDP) | Технология производства | Конструкция и линейные размеры |
| --------- | ------------------------- | ---------------- | -------------- | ----------------------- | ------------------- | ----------------------- | ----------------------- | ------------------------------ |
| VIA Mark  | 533/800 МГц               | 'Nehemiah'       | 128 КБ/64 КБ/- | S3 Graphics ProSavage4  | SDR 133 МГц         | 6/8 Вт                  | 130 нм                  | HSBGA/41x57 мм                 |
| VIA Luke  | 533/800/1000 МГц          | 'Nehemiah'       | 128 КБ/64 КБ/- | VIA UniChrome™ Pro      | DDR 266/333/400 МГц | 6/8/10 Вт               | 130 нм                  | HSBGA/37x53 мм                 |

Процессоры VIA CoreFusion предназначены для использования в мультимедийной бытовой технике, в бортовых компьютерах автомобилей, в тонких клиентах и других областях, где требуется низкое энергопотребление.